# Torpedvägstekel
Torpedvägstekel (Homonotus sanguinolentus) är en stekelart som först beskrevs av Fabricius 1793.  Torpedvägstekel ingår i släktet torpedvägsteklar, och familjen vägsteklar. Enligt den finländska rödlistan är arten akut hotad i Finland. Arten är reproducerande i Sverige. Artens livsmiljö är torra gräsmarker.